# Shin Megami Tensei: Digital Devil Saga
Shin Megami Tensei: Digital Devil Saga, i Japan känt som Digital Devil Saga: Avatar Tuner (Digital Devil Saga アバタール・チューナー?), är ett datorrollspel som utvecklades och gavs ut av Atlus till Playstation 2. Spelet är en spinoff från spelserien Megami Tensei, men till skillnad från huvudseriens moderna Japan utspelar sig Digital Devil Saga i en postapokalyptisk värld med hinduiska teman. Spelet är uppdelat och utgivet i två delar: Digital Devil Saga och Digital Devil Saga 2.

## Utveckling
Atlus kom på konceptet med figurer som förvandlas fram och tillbaka mellan människa och demon redan under utvecklingen av Shin Megami Tensei (1992); figurdesignern Kazuma Kaneko var fäst vid idén, vilket ledde till utvecklingen av Digital Devil Saga.